# Сефевидский Луристан
Сефевидский Луристан  — одна из западных административных единиц империи Сефевидов. Территория этого региона соответствует территориям провинций Илам и Луристан современной Исламской Республики Иран. Провинция Луристан была одной из 5 провинций империи с некоторой степенью автономии и управлялась губернатором или судьей, назначаемым шахом.

## История
Луристан был одним из пяти велаятов Сефевидов, которым правил вали (наместник), который был почти независимым губернатором. Валы обычно принадлежали к видным местным семьям и были официально выбраны шахом в качестве компромисса региональной автономии. Тем не менее, они правили по наследству.
Провинция состояла из трех губернаторов более низкого ранга: Хаве, Садмаре и Хоррамабад, последнее также контролировалось вали Луристан. С конца XII века Маленьким Луристаном правила династия Хоршиди. Район, также известный как Луристан с 16 века и позже, примерно соответствовал современным провинциям Илам и Луристан. В 1508 году Луристан признал сюзеренитет сефевидского шаха (короля) Исмаила I (годы правления 1501–1524). После того, как последние вернулись из Багдада, он утвердил хоршидского правителя шаха Ростама Аббаси губернатором Лурестана, в который входили округа Садмаре, Харунабад и Силахур. В 1540-х годах Сефевиды установили более прямой контроль в Луристане, например, в Хоррамабаде. Поскольку губернатор Луристана проживал в последнем городе, он был также известен как «губернатор Хоррамабада и Луристана». С 1578 по 1587 год правители Луристан находились в союзе с Османской империей.
После подавления восстания Шахверди Аббаси и его последующей казни шах Аббас I (годы правления 1588–1629) ослепил или заключил в тюрьму всех мужчин из семьи Хоршиди, что ознаменовало их конец. Двоюродный брат Шахверди Аббаси по материнской линии Хосейн Хан ибн Мансур Бег Солвизи был назначен губернатором Луристана, а Тахмаспколи Хан Инанлу был назначен губернатором некоторых его частей, близких к Багдаду, таких как Садмарех и Хендамин. С 1603 года и далее семья Солвизи стала наследственными губернаторами Луристан. Однако в 1670-х годах шах Солейман (годы правления 1666–1694) передал пост губернатора Луристана нелори, которого позже вытеснили местные жители.

## Список губернаторов
Это список известных личностей, правивших Луристаном или его частями. Хакем и беглербег были административными титулами, обозначающими губернатора.
| Дата        | Губернатор                        | Примечания                                                                                              |
| ----------- | --------------------------------- | --- |
| 1508        | Шах Ростам Аббаси                 | «Хакем» из Хоррамабада и Луристан                                                                       |
| ?–1540      | Мир Угур ибн Шах Ростам           | «Хакем» из Луристан                                                                                     |
| 1541–1542   | Мир Джахангир                     | «Хакем» из Луристан и Хоррамабад                                                                        |
| ?–1549      | Бахрам Мирза                      | «Хакем» из Луристан и Манкара (Садмаре)                                                                 |
| 1549–?      | Ростам Хан                        | «Хакем» из Луристан и, возможно, Манкара                                                                |
| 1568        | Гейб Солтан Устайлу               | «Хакем» из Луристан и Курдистан                                                                         |
| 1568–1585   | Мохаммад Лори                     | «Хакем» половины Луристан , то есть Хоррамабад и его окрестности                                        |
| 1568–1575–? | Шах Ростам II                     | «Хакем» половины Луристан , то есть Хавех и Лаштар                                                      |
| 1578–1587   | Османское правление               | |
| 1589–1593   | Солтан Мохаммад Шах               | «Хакем» из Луристан                                                                                     |
| 1593        | Шахверди Аббаси                   | «Хакем» из Луристан                                                                                     |
| 1593–1594   | Солтан Хосейн ибн Шах Ростам      | «Хакем» Луристан , кроме Хоррамабада                                                                    |
| 1593–1595   | Мехдиколи Хан Шамлу               | «Хакем» из Хоррамабада                                                                                  |
| 1594–1598   | Шахверди Аббаси                   | Второй срок. «Хакем» Луристан с 1595 г.                                                                 |
| 1598–?      | Тахмаспколи Хан Инанлу            | «Хакем» из Садмаре, Хендамина и земель недалеко от Багдада                                              |
| 1598–1631   | Хосейн Хан ибн Мансур Бег Солвизи | Первоначально «хакем» части Луристан , позже «беглербег» всей провинции. Также служил «миром» Бахтияри. |
| 1631–1641   | Шахверди-хан                      | Сын предыдущего губернатора. Беглербег из Луристан                                                      |
| 1641–1648–? | Аликоли Хан                       | Сын предыдущего губернатора. Беглербег из Луристан                                                      |
| 1651–?      | Манучехр Хан                      | Дядя предыдущего губернатора. «Хакем» из Луристан                                                       |
| 1684        | неизвестно                        | Кызылбашский губернатор                                                                                 |
| 1694–1695   | Шахверди-хан                      | «Хакем» из Маленького Луристан                                                                          |
| 1722        | Али Мардан Хан ибн Хосейн Хан     | «Хакем» из Луристан                                                                                     |